# Balta fratercula
Balta fratercula är en kackerlacksart som beskrevs av Morgan Hebard 1943. Balta fratercula ingår i släktet Balta och familjen småkackerlackor. Inga underarter finns listade.